# 贝图瑟科伊德
贝图瑟科伊德（Betws-y-Coed）是英國威尔士康威自治市的一个村庄。该村有一个大的绿地，是当地足球队的比赛场地。绿地西侧有19世纪的建筑，分別是商店、旅馆和圣玛丽教堂。这座教堂建成於1873年。